# Fracht
Fracht (niem. Fracht) – opłata za przewóz towarów drogą morską.
Stawki zwykle uzależnione są od masy i objętości przesyłki.
Fracht zasadniczo wypłacany jest po dostarczeniu towaru na miejsce przeznaczenia, w uzgodnionym terminie i w stanie nieuszkodzonym. Ponieważ transport morski był obarczony dużym ryzykiem niezależnie od starań przewoźnika, wypracowano najróżniejsze formy zabezpieczania interesów przewoźnika, takie jak: płatność z góry, płatność niezależna od wyniku lub częściowa, zastaw na przewożonym towarze.
Może być też pobierana opłata za niewykorzystaną ładowność wynajętego środka transportu.
Jeśli przewoźnik zbiera po drodze produkty od różnych producentów, aby dostarczyć je w jedno miejsce, w niekorzystnej sytuacji finansowej znaleźliby się producenci mający siedziby najdalej od miejsca dostawy. Zwykle wprowadza się wtedy zasadę freight equalization – wyrównywanie opłat frachtowych, czyli stawki niezależne od odległości.
W języku potocznym słowo fracht odnosi się również do transportu lądowego i powietrznego, tak też nazywa się sam ładunek, list przewozowy oraz czynność przewożenia.